# Deutsch Jahrndorf
Deutsch Jahrndorf è un comune austriaco di 611 abitanti nel distretto di Neusiedl am See, in Burgenland. È il comune più orientale dell'Austria.